# Astilleros Españoles
Astilleros Españoles S.A., conocida por las siglas AESA, fue una empresa astillera española creada en 1969 por la fusión de dos empresas privadas, Compañía Euskalduna de Construcción Naval y Sociedad Española de Construcción Naval, y una pública, Astilleros de Cádiz. Fue creada para poder competir con la construcción de grandes buques petroleros. 

## Conformación empresarial
La formaban los siguientes astilleros:
- Juliana Constructora Gijonesa SA
- Manises Diesel Engine Company SA
- Astilleros y Talleres del Noroeste SA (ASTANO)
- Astilleros de Puerto Real SRL
- Astilleros de Sestao SRL
- Astilleros de Sevilla SRL
- Astilleros de Cádiz SRL

## Proceso de fusión
En julio de 2000, AESA se fusionó con los astilleros públicos militares Empresa Nacional Bazán, dando lugar a IZAR.